# リンビー・スタディオン
リンビー・スタディオン（Lingby Stadion）は、デンマーク・デンマーク首都地域コンゲンス・リンビーにあるサッカー専用スタジアム。リンビーBKがホームスタジアムとして使用している。

## 概要
1949年の開場から2013年までは陸上トラックが併設された多目的スタジアムだった。トラックを撤去した2013年に西スタンド、3年後に南側に新スタンドを建設し、収容人数は10,100人まで増加した。
2021年7月1日、クラブは、スタジアム周辺の都市開発のために自治体のコンゲンス・リンビーへスタジアムを売却したことを発表した。

## アクセス
- 鉄道
  - デンマーク国鉄 A線リンビー駅（英語版）から車で6分
  - ローカルトー ネーラム線リンビー・ローカル駅から徒歩12分